# Margveti Zestafoni
Margveti Zestafoni of ook wel Margveti Zestaponi (Georgisch: მარგვეთი ზესტაფონი) was een Georgische voetbalclub uit Zestafoni.

## Geschiedenis
De club werd in 1990 opgericht en speelde in 1991 voor het eerst in de Georgische hoogste klasse, één seizoen nadat deze werd opgericht. Na enkele middenmootseizoenen werd de club derde in 1993/94 en twee jaar later zelfs tweede waarop de club mocht deelnemen aan de voorrondes van de UEFA Cup.
Thuis werd het Maltese Sliema met 3-1 verslagen, maar door een 3-0 nederlaag in Malta werd de club uitgeschakeld. Na nog een seizoen in de middenmoot degradeerde de club in 1998 naar de Pirveli Liga en in 2000 ging Margveti failliet. In 2006 werd de naam Margveti hergebruikt voor de nieuwe club Margveti-2006 in Zestafoni, die gefinancierd werd door gemeentegeld.

### Metaloergi Zestafoni
In 1999 werd de club Metaloergi Zestafoni (Georgisch: მარგვეთი ზესტაფონი) opgericht, die geen relatie had met Margveti. De club speelde in seizoen 1999/2000 naast Margveti in de Pirveli Liga, het tweede nationale niveau, tot Margveti ophield te bestaan. Metaloergi speelde nog een aantal jaren in de Pirveli Liga, vanuit hetzelfde stadion, maar na degradatie ging Metaloergi in 2004 bankroet. In datzelfde jaar werd FC Zestafoni opgericht.

## Eindklasseringen (grafiek) 1990-2004
Resultaten 2000-2004 zijn van Metaloergi Zestafoni. De uitslag van seizoen 1999 is onbekend.
| 2 |

| 8 |

| 8 |

| 6 |

| 8 |

| 9 |

| 2 |

| 7 |

| 16 |

| ? |

| 4 |

| 2 |

| 9 |

| 12 |

| 16 |

| Erovnuli Liga |

| Erovnuli Liga 2 |

| Erovnuli Liga |

| Erovnuli Liga 2 |

## Margveti Zestafoni in Europa
#Q = #kwalificatieronde, T/U = Thuis/Uit, W = Wedstrijd, PUC = punten UEFA-coëfficiënten .
Uitslagen vanuit gezichtspunt Margveti Zestafoni
| Seizoen | Competitie | Ronde | Land           | Club             | Totaalscore | 1e W    | 2e W    | PUC |
| ------- | ---------- | ----- | -------------- | ---------------- | ----------- | ------- | ------- | --- |
| 1996/97 | UEFA Cup   | Q     | Vlag van Malta | Sliema Wanderers | 3-4         | 3-1 (T) | 0-3 (U) | 2.0 |

Totaal aantal punten voor UEFA-coëfficiënten: 2.0